# 天主教馬蘭熱總教區
天主教馬蘭熱總教區（拉丁語：Archidioecesis Malaniensis）是安哥拉一個羅馬天主教教省總教區，下轄三個教區。是該國五個總教區之一。1957年11月25日設教區，2011年4月12日升為總教區。
總教區位於馬蘭熱省。2004年有教友454,000人（佔轄區總人口45.8%）、四個堂區、廿一名司鐸。現任總主教為本篤·羅伯托。